# Leptastrea transversa
Leptastrea transversa là một loài san hô trong họ Faviidae. Loài này được Klunzinger mô tả khoa học năm 1879.